# جاسمين ساندرز
جاسمين ساندرز ، المعروفة أيضًا باسم جولدن باربي ، هي عارضة أزياء ألمانية أمريكية ومؤثرة في الموضة.